# Церква Успіння Пресвятої Богородиці (Палашівка)
Церква Успіння Пресвятої Богородиці в Палашівці — парафія і храм православної громади Чортківського деканату Тернопільсько-Теребовлянської єпархії Православної церкви України в селі Палашівка Чортківського району Тернопільської области.

## Історія
У 1747 році в селі Палашівці збудували дерев'яний храм, який пізніше розібрали й продали селу Пожежа Чортківського району.
У 1901 році звели нову кам'яну церкву.
15 грудня 2018 року храм і парафія приєдналися до ПЦУ.
У селі є дві каплиці, одна з яких — Благовіщення Пресвятої Богородиці — є приватною.

## Парохи
- о. Михайло Левицький (1792—?)
- о. Микола Курковський (1803—?)
- о. Іван Оконський (1832—1876)
- о. Олександр Маланюк (1876—?)
- о. Нестор Величковський (1911—?)
- о. Стефан (Степан) Васильович Ніцович (1884-1946)
- о. Кутний
- о. Володимир Ковбасюк
- о. Василь Колісник